# Begteginiden

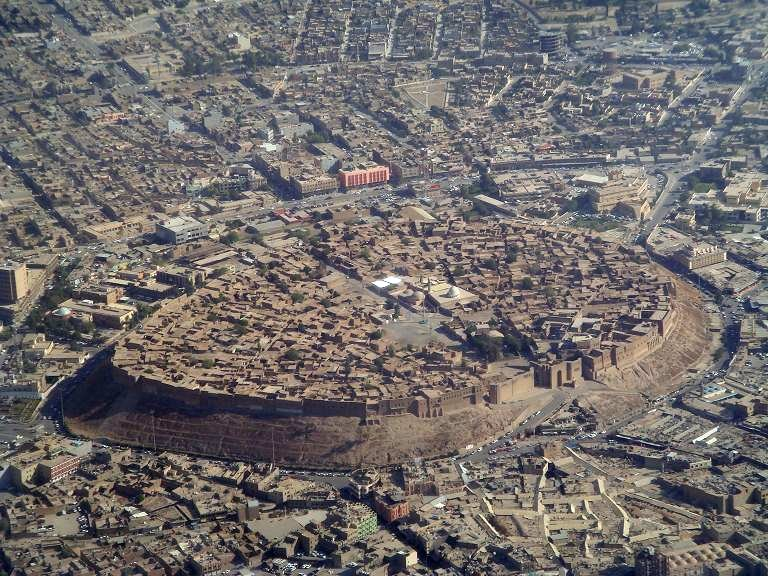
Die Zitadelle von Erbil

Die Begteginiden (auch Begtiginiden) oder Atabegs von Erbil waren eine muslimische türkische Lokaldynastie, die von ca. 1145 bis 1233 über ein nordmesopotamisches Fürstentum (Atabeylik) mit dem Zentrum Erbil herrschte. Der Name des knapp hundert Jahre bestehenden und dabei nie ganz unabhängig regierenden Herrscherhauses leitet sich von Beg-Tegin (auch Beg-Tigin), dem Vater des Dynastiegründers Zain ad-Din Ali Kütschük (Zain ad-Dīn ʿAlī Küčük), ab.
Beg-Tegin war ein Kommandant im Heer der Großseldschuken. Sein Sohn Ali Kütschük trat in den Dienst der Zengiden ein und wurde von deren Herrscher Imad ad-Din Zengi im Jahr 1145 zum Gouverneur von Mosul ernannt. Nach dem Tod Zengis im Jahr 1146 beherrschte Ali Kütschük zusammen mit Mosul die Gebiete von Schahrazor, Hakkâri, Sindschar, el-Hamidiye, Tikrit und Harran. So gründete er das Fürstentum von Erbil und wurde dessen erster Atabeg. Zain ad-Din Ali Kütschük überließ Mosul 1167 Imad ad-Din Zengis Sohn Qutb ad-Din Maudud und zog sich nach Erbil zurück. Im Gegenzug erhielt er die Garantie, dass sein eigener Sohn Gökböri (auch Kökböri) sein Nachfolger in Erbil sein werde. Zain ad-Din starb 1168.

## Muzaffar ad-Dīn Gökbörī
Gökböri entzweite sich mit seinem Tutor Mudschahid ad-Din Qaimaz az-Zaini (Muǧāhid ad-Dīn Qaimaz az-Zainī), einem Mamluken seines Vaters, und wurde aus Erbil vertrieben, wo nun zunächst sein Bruder Nur ad-Din Yusuf (Nūr ad-Dīn Yūsuf) Atabeg wurde. Gökböri erhielt von Qutb ad-Din aber Harran und trat zudem in den Dienst Saladins ein, an dessen Kampagnen gegen die Kreuzritter er sich beteiligte. Saladin verheiratete Gökböri mit einer seiner Schwestern.
Nach Yusufs Tod 1190 kehrte Gökböri dann nach Erbil zurück und wurde zum neuen Herrscher. Nach Saladins Tod trat Muzaffar ad-Din Abu Said Gökböri (Muẓaffar ad-Dīn Abū Saʿīd Gökböri) in den Dienst der Abbasidenkalifen und unterstützte zunächst die Ayyubiden gegen die Zengiden und dann die geschwächten Zengiden gegen die Söhne al-Adils I., wobei er auch gegen Badr ad-Din Lulu Stellung bezog. Gökböri hatte keine Kinder und aus Furcht, dass sein Fürstentum nach seinem Tod an Rivalen verloren ging, vermachte der Atabeg es dem Kalifen al-Mustansir. Mit Gökböris Tod im Jahre 1233 (er wurde 81 Jahre) fiel Erbil somit an Bagdad.
Gökböri hinterließ viele soziale Einrichtungen in Erbil, darunter Kranken- und Waisenhäuser, Madrasas und Ruheplätze für Pilger. Unter seiner Herrschaft entstand neben dem alten, eher christlich geprägten Erbil ein neues muslimisches Stadtzentrum in der Ebene am Fluss. Er war ein gebildeter Mann, an dessen Hof Gelehrte und Schreiber aus fremden Ländern kamen. Der Historiker Ibn Challikan war einer seiner Protegés. Gökböri war einer der ersten sunnitischen Herrscher, die den Prophetengeburtstag öffentlich feiern ließen. Nach Ibn Challikān zog dieses Fest jedes Jahr große Zahlen von Menschen aus Mossul, Nusaybin und Bagdad nach Erbil. Am Abend vor dem Fest fanden sufische Samāʿ-Konzerte statt.

## Belege
1. ↑  Vgl. N.J.G. Kaptein: Muḥammad’s Birthday Festival. Early History in the Central Muslim Lands and Development in the Muslim West until the 10th/16th Century. Leiden u. a.: Brill 1993. S. 40f.